# Ameiva atrigularis
Espèce
Synonymes
- Ameiva surinamensis var. atrigularis
Garman, 1887
- Ameiva ameiva melanocephala
Barbour & Noble, 1915

Ameiva atrigularis est une espèce de sauriens de la famille des Teiidae.

## Répartition
Cette espèce se rencontre :
- sur l'île de Trinité ;
- au Venezuela dans les États de La Guaira, de Miranda et de Sucre, dans le District capitale de Caracas, ainsi que sur l'île Margarita.

## Publication originale
- Garman, 1887 : On the West Indian Teiids in the Museum of Comparative Zoology. Bulletin of the Essex Institute, vol. 19, p. 1-12 (texte intégral).